# 세피드루드 라슈트 SC
세피드루드 라슈트 SC(페르시아어: باشگاه ورزشی سپیدرود رشت)는 라슈트를 연고로 하는 이란의 축구단이다. 현재 아자데간 리그에 참가하고 있다.

## 선수 명단

### 현역
참고: FIFA 자격 규정에 따라 소속된 국가대표팀 국기를 표시합니다. 선수는 복수의 FIFA 비회원국 국적을 가지고 있을 수 있습니다.
| 번호 | 포지션 | 국적   | 이름        |
| ---- | ------ | ------ | ----------- |
| 2    | DF     | 조지아 | 루카 노자제 |

| 번호 | 포지션 | 국적   | 이름        |
| ---- | ------ | ------ | ----------- |
| 40   | DF     | 조지아 | 로만 차추아 |

## 역대 감독
| 감독            | 임기        |
| --------------- | ----------- |
| 알리 카리미     | 2018        |
| 호다다드 아지지 | 2018        |
| 알리 카리미     | 2018 ~ 2019 |